# Attheyella illinoisensis
Attheyella illinoisensis is een eenoogkreeftjessoort uit de familie van de Canthocamptidae. De wetenschappelijke naam van de soort is voor het eerst geldig gepubliceerd in 1876 door Forbes S.A..